# Ghiacciaio Ferguson
Il ghiacciaio Ferguson è un ghiacciaio lungo circa 6 km situato nella regione centro-occidentale della Dipendenza di Ross, in Antartide. Il ghiacciaio, il cui punto più alto si trova a circa 820 m s.l.m., si trova in particolare all'estremità orientale della dorsale Asgard, dove fluisce verso nord-est, partendo dal versante nord-orientale del monte Newall e scorrendo lungo il versante sud-orientale della cresta Gallagher, parallelamente al ghiacciaio Decker, fino a unire il proprio flusso a quello del ghiacciaio Wright inferiore.

## Storia
Il ghiacciaio Ferguson è stato mappato dalla squadra occidentale della spedizione Terra Nova, condotta dal 1910 al 1913 e comandata dal capitano Robert Falcon Scott, ma è stato così battezzato solo nel 1998 dal Comitato neozelandese per i toponimi antartici per ricordare quando nel 1967 dei trattori di marca Massey Ferguson furono utilizzati per attraversare il ghiacciaio Wright inferiore al fine di arrivare alla valle di Wright.